# 孟養性
孟養性（1509年—？），字存甫，號東洲，山東濟南府齊河縣人，民籍，明朝政治人物。

## 生平
嘉靖十三年（1534年）甲午科山東鄉試第四十四名舉人。嘉靖十七年（1538年）中式戊戌科會試第一百九十八名。嘉靖十七年，登進士第三甲第一百九十八名。十九年任浙江德清县知县，二十三年擢升刑部主事。三十五年官陕西洮岷道副使，歷官山西按察使，嘉靖四十四年（1565年）升都察院右副都御史、巡抚河南，隆庆元年（1567年）五月因病乞休。

## 家族
曾祖孟昉；祖父孟璉；父孟宗儒，監生。母楊氏。严侍下。